# ドリュリス・ゴンサレス
ドリュリス・ゴンサレス・モラレス（Driulis González Morales 1973年9月21日- ）は、キューバのグアンタナモ出身の柔道選手。身長162cm。

## 人物
世界大会での獲得メダル数が日本の谷亮子の13、ベルギーのイングリッド・ベルグマンスの12に次ぐ歴代3位の11にものぼることからでも分かるように、ゴンサレスも長きにわたり女子柔道界のトップレベルで活躍していた強豪選手のひとりである。1996年アトランタオリンピックでは優勝を飾るなど、オリンピックで4つのメダルを獲得した。また、世界選手権では3度の優勝を含めて7つのメダルを獲得している。なお2001年の世界選手権には出産のため参加せず、その後は従来の57キロ級から63キロ級に階級を変更している。2010年3月に現役引退を表明した。

## 主な戦績
56kg級での戦績
- 1992年 - ブルガリア国際　優勝
- 1992年 - ドイツ国際　3位
- 1992年 - バルセロナオリンピック　3位
- 1992年 - アメリカ国際　優勝
- 1993年 - フランス国際　3位
- 1993年 - 世界選手権　3位
- 1994年 - フランス国際　2位
- 1994年 - オーストリア国際　3位
- 1994年 - ドイツ国際　優勝
- 1994年 - パンナム選手権　優勝
- 1995年 - ミキハウスカップ団体戦　優勝
- 1995年 - フランス国際　3位
- 1995年 - オーストリア国際　優勝
- 1995年 - ドイツ国際　優勝
- 1995年 - パンアメリカン競技大会　優勝
- 1995年 - ユニバーシアード　優勝
- 1995年 - 世界選手権　優勝
- 1995年 - 福岡国際　3位
- 1996年 - フランス国際　2位
- 1996年 - オーストリア国際　2位
- 1996年 - ドイツ国際　優勝
- 1996年 - アトランタオリンピック　優勝
- 1996年 - パンナム選手権　優勝
- 1996年 - アメリカ国際　3位
- 1996年 - 福岡国際　3位
- 1997年 - ワールドカップ国別団体戦　優勝
- 1997年 - フランス国際　優勝
- 1997年 - オーストリア国際　3位
- 1997年 - ドイツ国際　優勝
- 1997年 - パンナム選手権　優勝
- 1997年 - 世界選手権　2位

57kg級での戦績
- 1997年 - 福岡国際　優勝
- 1998年 - フランス国際　優勝
- 1998年 - オーストリア国際　優勝
- 1998年 - ドイツ国際　優勝
- 1998年 - オランダ国際　優勝
- 1998年 - ワールドカップ国別団体戦　優勝
- 1998年 - パンナム選手権　優勝
- 1999年1月 - 福岡国際　優勝
- 1999年 - ユニバーシアード　優勝
- 1999年 - パンアメリカン競技大会　優勝
- 1999年 - 世界選手権　2位
- 1999年12月 - 福岡国際　優勝
- 2000年 - フランス国際　3位
- 2000年 - オーストリア国際　優勝
- 2000年 - ドイツ国際　優勝
- 2000年 - ポーランド国際　優勝
- 2000年 - シドニーオリンピック　2位

63kg級での戦績
- 2003年 - オーストリア国際　優勝
- 2003年 - ドイツ国際　優勝
- 2003年 - オランダ国際　優勝
- 2003年 - パンアメリカン競技大会　優勝
- 2003年 - 世界選手権　2位
- 2003年 - 韓国国際　3位
- 2004年 -　ドイツ国際　3位
- 2004年 - ポーランド国際　3位
- 2004年 - ポルトガル国際　優勝
- 2004年 - アテネオリンピック　3位
- 2005年 -　世界選手権　3位
- 2005年 - 福岡国際　2位
- 2006年 -　ワールドカップ国別団体戦　2位
- 2007年 -　パンナム選手権　優勝
- 2007年 - パンアメリカン競技大会　優勝
- 2007年 - 世界選手権　優勝
- 2007年 - 世界団体　2位
- 2008年 -　パンナム選手権　優勝
- 2008年 - 北京オリンピック　5位